# Malvagità (canzone)
Veleno, nota anche con il titolo Malvagità, è una canzone beat del 1965 scritta e musicata da Totò per il film Rita la figlia americana e da lui cantata nella pellicola assieme ai Rokes.

## Il brano
La canzone venne registrata negli studi della RCA Italiana al km 12 della via Tiburtina, il testo è quasi tutto recitato e per l'intro i Rokes utilizzarono il riff del loro successo C'è una strana espressione nei tuoi occhi.
Allora non venne pubblicata su 45 giri ma venne inserita, ben 24 anni dopo, nella compilation Le canzoni di Totò Vol. 1 del 1988 traendo la traccia proprio dalla colonna sonora della pellicola non essendo disponibile altra fonte. La canzone è conosciuta alternativamente anche come Veleno.

## Cover
Nel 2022 il brano è inserito nell'album di Daniele Sepe Sepè le Mokò, le musiche dei film di Totò.